# Mistrzostwa Polski w koszykówce mężczyzn (1947)
Mistrzostwa Polski w Koszykówce Mężczyzn 1947 – XIII turniej o mistrzostwo Polski w koszykówce mężczyzn. Turniej finałowy odbył się w Warszawie w sali klubu YMCA w dniach od 7 do 9 marca 1946 roku. Patronat nad zawodami objął prezydent Warszawy Stanisław Tołwiński, który dokonał uroczystego otwarcia zawodów. W zawodach wzięły udział 4 drużyny: AZS Warszawa, Wisła Kraków, KKS Poznań (obrońca tytułu) oraz Warta Poznań. Mistrzem Polski został AZS Warszawa, który wygrał wszystkie mecze, a w decydującym o pierwszej pozycji meczu pokonał Wisłę Kraków 44:43. Srebrny medal zdobyła Wisła, a brąz KKS Poznań. Rywalizacja o Mistrzostwo Polski w Koszykówce Mężczyzn 1947 była ostatnią rozgrywaną w formie turniejowej, kolejne rozgrywki (sezon 1947/48) przeprowadzone zostały w formie ligowej.

## Tabela końcowa
| Miejsce | Zespół       | Mecze | Zwycięstwa-Porażki | Bilans punktów |
| 1.      | AZS Warszawa | 3     | 3-0                | 114:184        |
| 2.      | Wisła Kraków | 3     | 2-1                | 112:100        |
| 3.      | KKS Poznań   | 3     | 1-2                | 104:103        |
| 4.      | Warta Poznań | 3     | 0-3                | 85:128         |

## Klasyfikacja medalowa po mistrzostwach
Tabela obejmuje wyłącznie pierwszą dziesiątkę klasyfikacji.
|    | Klub                     |   |   |   |
| -- | ------------------------ | - | - | - |
| 1. | AZS Poznań               | 4 | 1 | 0 |
| 2. | Lech Poznań              | 3 | 1 | 3 |
| 3. | Cracovia                 | 2 | 2 | 4 |
| 4. | YMCA Kraków              | 2 | 0 | 0 |
| 5. | Czarna Trzynastka Poznań | 1 | 0 | 1 |
| 6. | AZS Warszawa             | 1 | 0 | 0 |
| 7. | Polonia Warszawa         | 0 | 6 | 1 |
| 8. | Varsovia                 | 0 | 1 | 0 |
| 8. | WKS Łódź                 | 0 | 1 | 0 |
| 8. | Wisła Kraków             | 0 | 1 | 0 |